# A Majority of One
A Majority of One is een Amerikaanse filmkomedie uit 1961 onder regie van Mervyn LeRoy. De film is gebaseerd op het gelijknamige toneelstuk uit 1959 van de Amerikaanse auteur Leonard Spigelglass.

## Verhaal
De dochter van de weduwe Jacoby trouwt met een Amerikaanse diplomaat in Japan. Na verloop van tijd besluit mevrouw Jacoby haar dochter op te zoeken. In Japan ontmoet ze mijnheer Asano. Er ontstaat al snel een romance.

## Rolverdeling
| Acteur           | Personage               |
| ---------------- | ----------------------- |
| Rosalind Russell | Mevrouw Jacoby          |
| Alec Guinness    | Mijnheer Asano          |
| Ray Danton       | Jerry Black             |
| Madlyn Rhue      | Alice                   |
| Mae Questel      | Mevrouw Rubin           |
| Frank Wilcox     | Putnam                  |
| Alan Mowbray     | Kapitein Norcross       |
| George Takei     | Zoon van mijnheer Asano |